# Taça Europeia de Andebol de 1966–67
A Copa Europeia de Handebol de 1966–67 foi a oitava edição da principal competições de clubes de handebol da Europa.
Na final o VfL Gummersbach venceu por 17–13 o Dukla Praha.

## Fases

### Rodada 1
| Equipe 1              | Total | Equipe 2            | 1.º jogo | 2.º jogo |
| --------------------- | ----- | ------------------- | -------- | -------- |
| IS Gota Helsingborg   | 35:58 | VfL Gummersbach     | 20:19    | 15:39    |
| CH Schaerbeek Brüssel | 20:46 | HV Sittardia        | 15:25    | 05:21    |
| Medvescak Zagreb      | 37:16 | Union West Wien     | 21:05    | 16:11    |
| BM Granollers         | 40:46 | IK Fredensborg Oslo | 24:19    | 16:27    |
| FC Porto              | 27:47 | US d´Ivry Paris     | 19:22    | 08:25    |

### Rodada 2
| Equipe 1            | Total | Equipe 2            | 1.º jogo | 2.º jogo |
| ------------------- | ----- | ------------------- | -------- | -------- |
| VfL Gummersbach     | 59:30 | HV Sittardia        | 30:10    | 29:20    |
| IK Fredensborg Oslo | 30:33 | Medvescak Zagreb    | 19:14    | 11:19    |
| TRUD Moscow         | 53:31 | UK-51 Helsinki      | 30:17    | 23:14    |
| Honved Budapest     | 34:32 | FH Hafnarfjördur    | 20:13    | 14:19    |
| US d´Ivry Paris     | 30:40 | HG Kopenhagen       | 14:20    | 16:20    |
| Dinamo Bucureşti    | 39:27 | Wybrzeze Gdansk     | 23:13    | 16:14    |
| SC DHfK Leipzig     | 47:23 | Grasshoppers Zürich | 20:13    | 27:10    |
| ABC Dudelange       | ??:?? | Dukla Prague        | 13:28    | ??:??    |

### Quartas-de-finais
| Equipe 1         | Total | Equipe 2        | 1.º jogo | 2.º jogo |
| ---------------- | ----- | --------------- | -------- | -------- |
| Medvescak Zagreb | 23:28 | VfL Gummersbach | 13:09    | 10:19    |
| TRUD Moscow      | 36:32 | Honved Budapest | 15:13    | 21:19    |
| Dinamo Bucureşti | 40:37 | HG Kopenhagen   | 24:16    | 16:21    |
| Dukla Prague     | 30:24 | SC DHfK Leipzig | 21:10    | 09:14    |

### Semi-finais
| Equipe 1        | Total | Equipe 2         | 1.º jogo | 2.º jogo |
| --------------- | ----- | ---------------- | -------- | -------- |
| VfL Gummersbach | 32:26 | TRUD Moscow      | 15:11    | 17:15    |
| Dukla Prague    | 25:17 | Dinamo București | 10:07    | 15:10    |

### Final
| Equipe 1        | Resultado | Equipe 2     |
| --------------- | --------- | ------------ |
| VfL Gummersbach | 17:13     | Dukla Prague |